# Legiones Polacas (Primera Guerra Mundial)

Emblema de las Legiones Polacas.

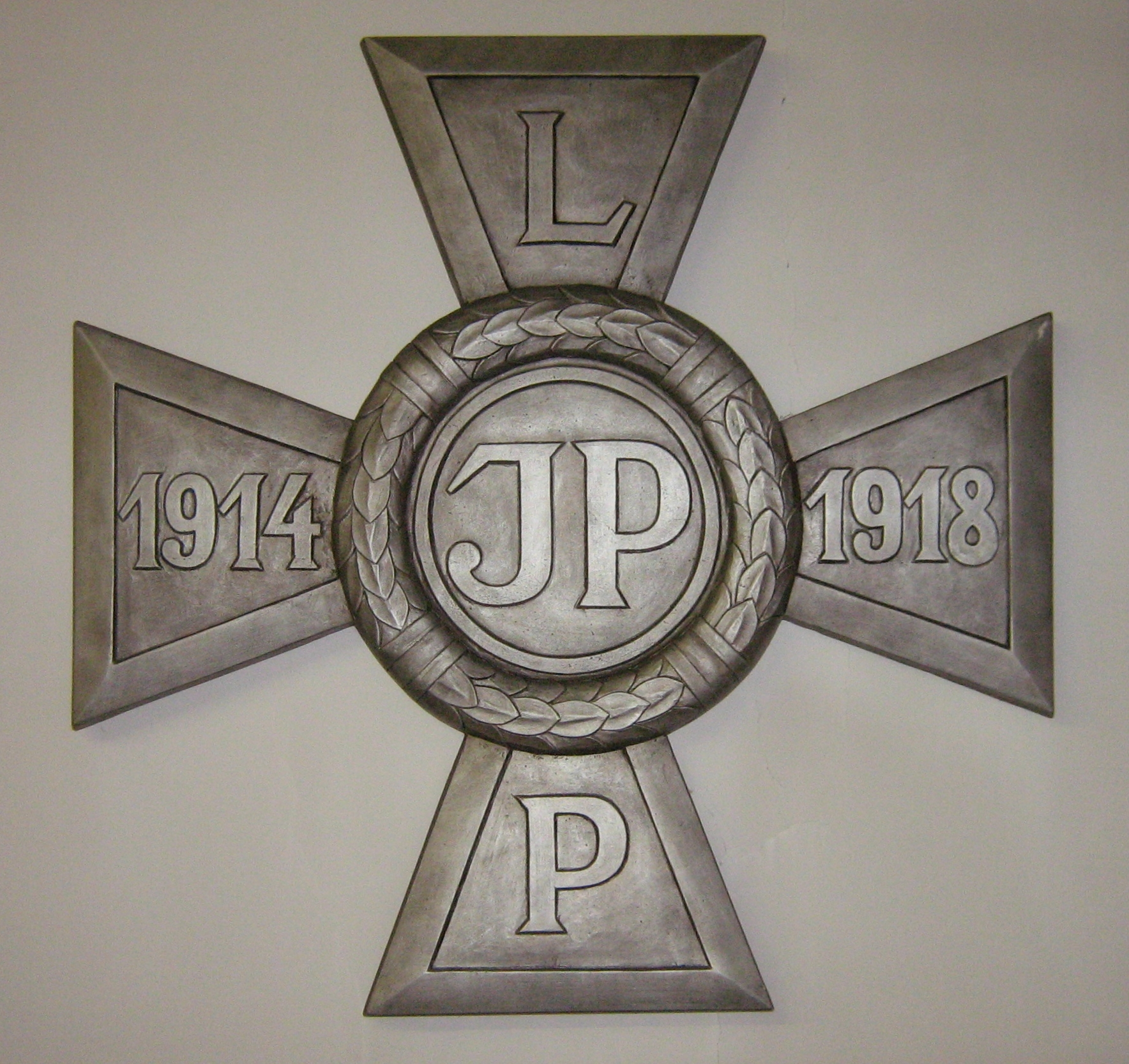
Insignia de la Cruz de las Legiones Polacas.

Las Legiones Polacas (en polaco: Legiony Polskie) era el nombre de las fuerzas armadas polacas creadas en agosto de 1914 en Galitzia. Gracias a los esfuerzos del KSSN y los miembros polacos del Parlamento austríaco, la unidad se convirtió en una formación independiente del Ejército austrohúngaro. Estaban compuestos principalmente por antiguos miembros de diversas organizaciones de exploración, incluyendo a Drużyny Strzeleckie y Związek Strzelecki, así como voluntarios de todo el imperio.
Józef Piłsudski, en su orden del 22 de agosto de 1914, declaró la formación de las Legiones. El gobierno austriaco, que tenía jurisdicción sobre el área, aceptó oficialmente la formación el 27 de agosto.
Inicialmente las Legiones polacas estaban compuestas, a su vez, de dos legiones: la oriental y la occidental, ambas formadas el 27 de agosto. Después de una victoria rusa en la batalla de Galitzia, la legión polaca del este se negó a luchar en nombre de la parte austrohúngara contra Rusia y se disolvió el 21 de septiembre. El 19 de diciembre, la legión occidental se transformó en tres brigadas:
- 1.ª Brigada de las Legiones Polacas de Józef Piłsudski, formadas a mediados de diciembre.
- 2.ª Brigada de las Legiones Polacas de Józef Haller de Hallenburg, formada entre mediados de diciembre y marzo (las fuentes varían)
- 3.ª Brigada de las Legiones Polacas de Zygmunt Zieliński, y más tarde Bolesław Roja, formada el 8 de mayo de 1915.